# 村田信一 (地方公務員)
村田 信一（むらた しんいち、1950年7月 - ）は、日本の地方公務員。熊本県宇土市出身。熊本県副知事や、熊本県特別顧問、熊本空港ビルディング代表取締役社長等を歴任した。

## 人物・経歴
1969年熊本県立済々黌高等学校卒業。1973年熊本大学法文学部卒業、熊本県入庁。秘書課長、商工観光労働部次長、環境生活部長等を経て、副知事を務めた。2016年5月に副知事を退任後、6月より熊本空港ビルディング代表取締役社長を経て、2016年に設立されたくまもとDMCの代表取締役社長に就任し、熊本地震の被害を受けた観光業の支援を行った。2020年瑞宝中綬章受章。同年熊本県信用保証協会会長。